# Batrachedra praeangusta
Batrachedra praeangusta là một loài bướm đêm thuộc họ Batrachedridae. Nó được tìm thấy ở châu Âu, ngoại trừ Balkans.
Sải cánh dài 12–14 mm. Con trưởng thành bay từ tháng 7 đến tháng 8 tùy theo địa điểm.
Ấu trùng ăn Populus alba, Populus tremula và Salix species.

## Hình ảnh

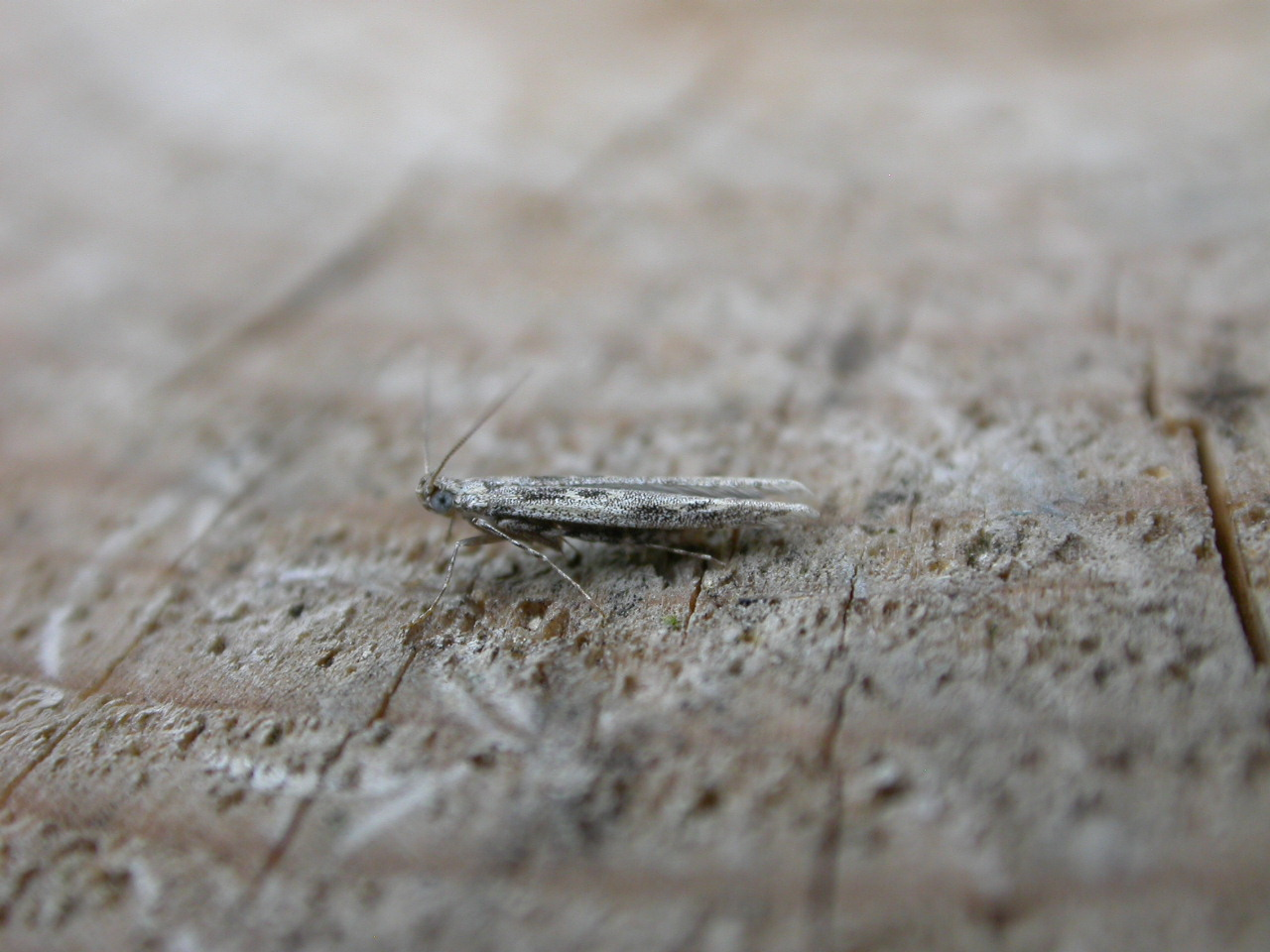
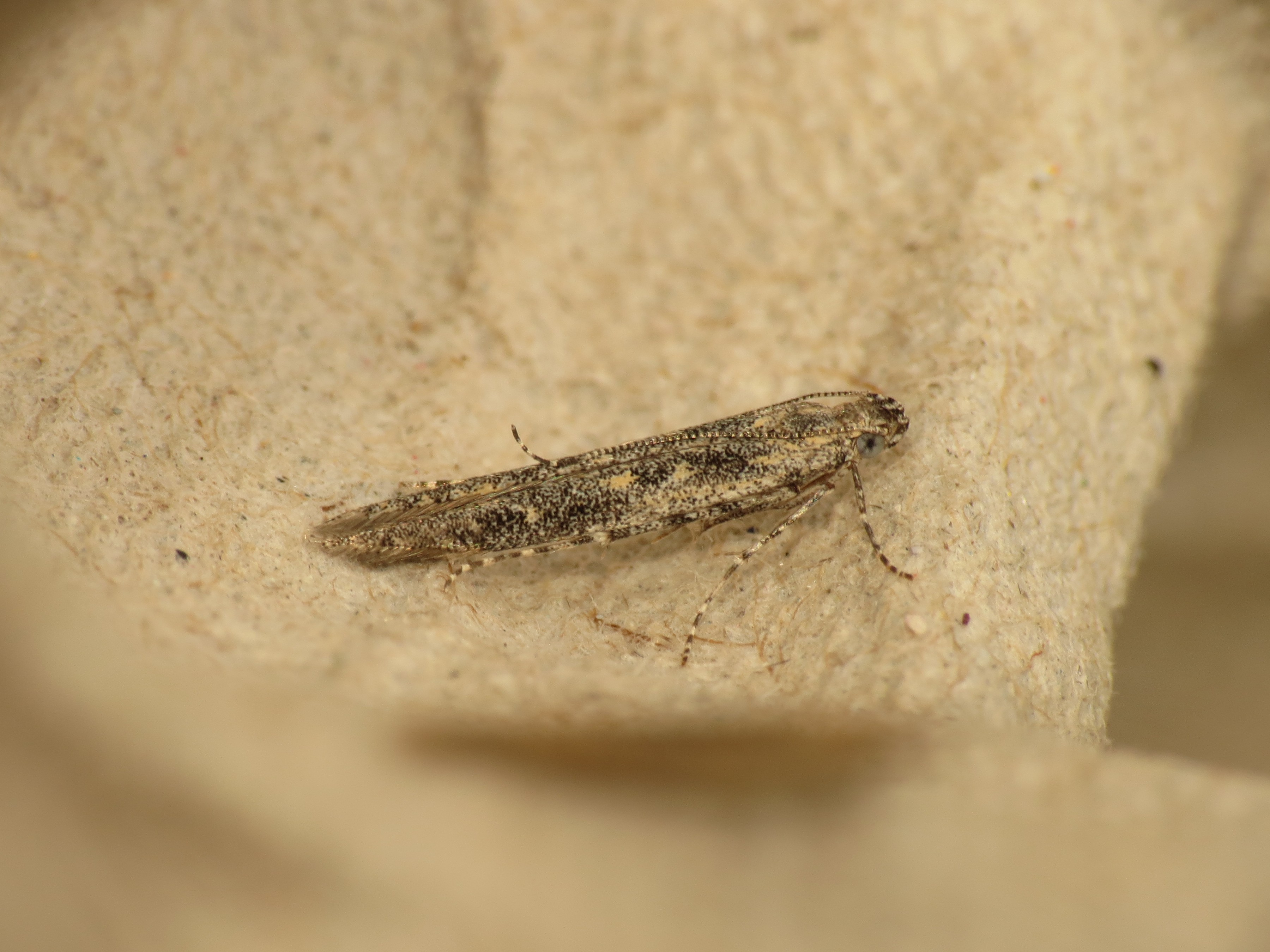